# Trollhaugen
Der Trollhaugen (norwegisch für Trollhügel) ist ein Felsvorsprung im ostantarktischen Königin-Maud-Land. In der Gjelsvikfjella ragt er unmittelbar östlich der norwegischen Troll-Station auf.
Wissenschaftler des Norwegischen Polarinstituts benannten ihn 2007.